# Герра Жункейру, Абилиу Мануэл
Аби́лиу Мануэ́л Ге́рра Жунке́йру (порт. Abílio Manuel Guerra Junqueiro; 17 сентября 1850, Фрейшу-ди-Эшпада-а-Синта — 7 июля 1923, Лиссабон) — португальский поэт.

## Биография
Учился в Коимбрском университете, где изучал сначала теологию, а затем юриспруденцию.
По убеждениям был буржуазным демократом; и если вначале был близок либерально-монархической оппозиции, то, начиная с 1890 года, стал республиканцем. В 1880—1881 и 1888—1889 годах был членом Палаты депутатов парламента. В 1890-е годы отошёл от политики. В 1911—1914 годах был посланником в Швейцарии. Несмотря на антиклерикальные взгляды, поддерживал дружеские отношения с лидером Португальского католического центра Антониу Лину Нету.

## Творчество
Стихи стал писать с ранней юности, испытав сильное влияние Виктора Гюго и Шарля Бодлера. В Лиссабоне сблизился с группой «Поколение 1870», куда входили Эса де Кейрош, Антеру де Кентал, Оливейра Мартинш и др. Позже примкнул к другой литературной группе — «Побеждённые жизнью», ставившей своей целью развитие городской культуры.
Как поэт примыкал к «Коимбрской школе», выступавшей поборницей реалистического искусства. Первое крупное произведение, сразу же привлёкшее внимание публики, — цикл стихов «Смерть дон Жуана» (1874), где некогда блестящий светский лев доживает свой век в унизительной нищете, разоблачает кризис и разложение правящей аристократической верхушки. Поэма «Муза на досуге» (1879) включает стихи, содержащие пафос, сочетающийся с самой изысканной лирикой, и критически оценивающие буржуазную действительность. Цикл сатирических стихов «Старость вечного отца» (1885) отмечен острой антиклерикальной направленностью, сочетающейся с пантеистическими идеями. Республиканские взгляды выражены в поэме «Песнь ненависти» (1890) и цикле «Конец Отчизны» (1890), отражающие возмущение поэта поражением Португалии в колониальном споре с Великобританией. Те же взгляды раскрываются на историческом материале в драматической поэме «Родина» (1896). Сочувствием к обездоленным проникнута поэма «Простые люди» (1892), овеянная непреходящим обаянием сельской Португалии и считающаяся лучшей в творчестве поэта.
На рубеже XIX—XX столетий пережил духовный кризис и обратился к религиозной мистике, отразившейся в одах «Молитва к хлебу» (1902), «Молитва к свету» (1904), а также поэтических сборниках «Разные стихи» (1921) и «Разная проза» (1921).
Произведения Герра Жункейру оказали существенное влияние на творчество Антониу Дуарте Гомеша Леала.

## Сочинения
- 1874 — Смерть дон Жуана / A Morte De D. João
- 1879 — Муза на досуге / A Musa Em Férias
- 1885 — Старость вечного отца / A velhice do padre eterno
- 1890 — Песнь ненависти / Canção do odio
- 1890 — Конец Отчизны / Finis Patriae
- 1891 — Космополитический рай
- 1892 — Простые люди / Os Simples
- 1896 — Родина / Pátria
- 1902 — Молитва к хлебу / Oração Ao Pão
- 1904 — Молитва к свету / Oração À Luz
- 1921 — Разные стихи / Poesias Dispersas
- 1921 — Разная проза / Prosas Dispersas

## Переводы на русский язык
- Герра Жункейру. Стихи // Лузитанская душа. Стихи португальских поэтов XV—XX веков (Сост. и переводчик Ирина Фещенко-Скворцова). — М.: «Водолей», 2017. — Стр. 50-54. — ISBN 978-5-91763-368-8

## Память
Дом-музей Герры Жункейру расположен в городе Порту в Португалии.